# Allocotocera pulchella
Allocotocera pulchella är en tvåvingeart som först beskrevs av Curtis 1837.  Allocotocera pulchella ingår i släktet Allocotocera och familjen svampmyggor. Arten är reproducerande i Sverige. Inga underarter finns listade i Catalogue of Life.

## Bildgalleri

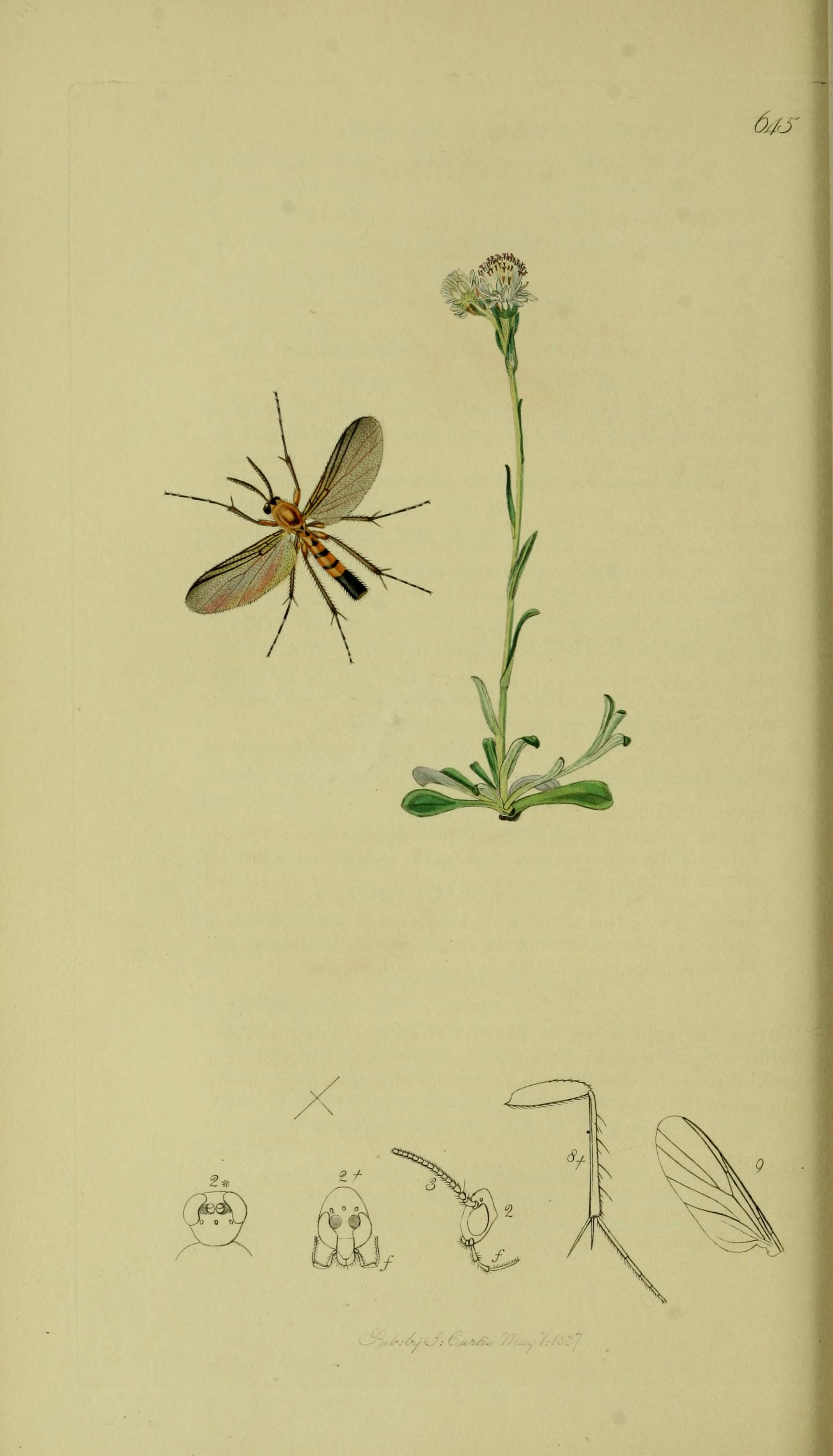